# Psychose

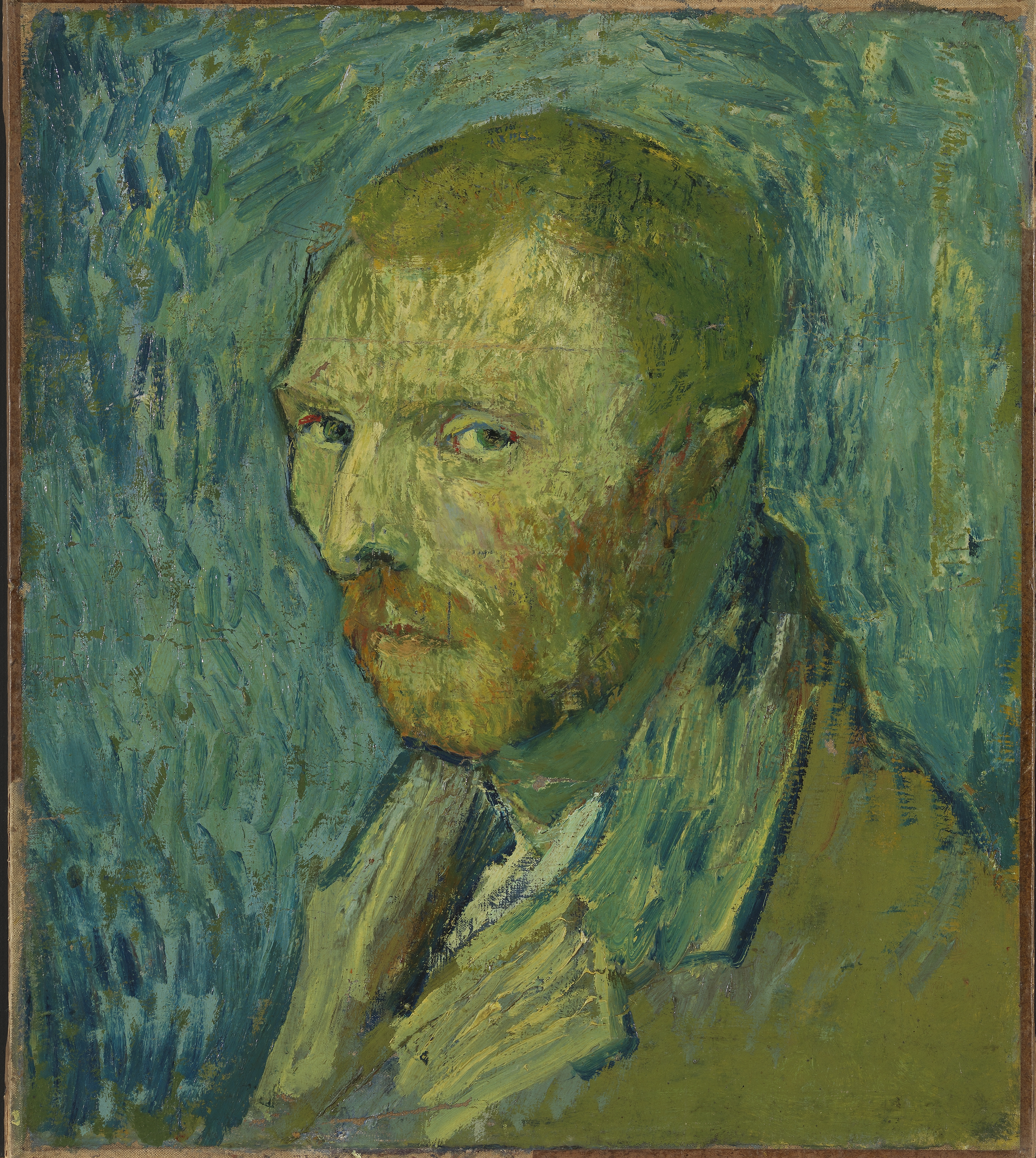
Vincent van Gogh maakte dit zelfportret toen hij herstellende was van een ernstige psychotische episode. Het is waarschijnlijk het enige schilderij dat hij maakte terwijl hij nog in een psychose zat.

Een psychose is een psychiatrisch toestandsbeeld waarbij de patiënt gedurende een zekere periode het contact met de werkelijkheid geheel of gedeeltelijk kwijt is.

## Symptomen
Bij een psychose spreekt men van positieve en negatieve symptomen. Positieve symptomen zijn symptomen die duidelijk bij iemand aanwezig zijn, zoals hallucinaties en wanen. Het begrip negatief symptoom verwijst naar afwezigheid of vervlakking van iets, bijvoorbeeld emotie, spraak, daadkracht of gedachten.
Positieve symptomen zijn:
- Wanen - Denkbeelden die niet overeenkomen met algemeen geaccepteerde opvattingen en of ideeën waarvan de patiënt niet af te brengen is met logisch redeneren. Vaak, maar niet altijd, is er ook sprake van paranoia; overmatige achterdocht die bijvoorbeeld leidt tot de inbeelding dat overal camera's of microfoons verstopt zijn, dat er complotten zijn, of dat de persoon in kwestie gezocht wordt door de politie of door internationale veiligheidsdiensten.
- Hallucinaties - Het waarnemen van zaken die er niet zijn, zoals stemmen in het hoofd, beelden, geuren of aanrakingen.
- Verward denken - Psychotici en hun omgeving hebben erg veel moeite elkaar te begrijpen doordat het denk- en uitdrukkingsproces veranderd is door de psychose. Het is chaotisch en/of te langzaam of te snel. Het gedrag van de omgeving is door de patiënt vaak niet meer te plaatsen (en vice versa). De gedachtenstop, waarbij de patiënt het gevoel heeft dat zijn gedachten plotseling volledig stoppen, wordt als een ernstige vorm van denkstoornis gezien.
- Verward spreken en schrijven - Zelfs als de gedachten van de patiënt samenhangend zijn kan hij problemen hebben deze in taal te uiten. Soms uit zich dit in gehaast spreken, vreemde woordkeuzes of het gebruik van neologismen. Bij grotere verwarring kunnen ook verschijnselen als echolalie, palilalie of glossolalie optreden.
- Verstoorde emoties - Een patiënt kan versterkte emoties ervaren of totaal niet bij een situatie passende, zoals lachen op een begrafenis. Ook kan iemand schijnbaar zonder reden plotseling emotioneel worden; hij of zij begint bijvoorbeeld ineens te huilen. Emoties kunnen ook afwezig lijken.

Negatieve symptomen zijn: 
- Weinig spreken
- Gebrek aan initiatief tonen
- Verstoord dag-nachtritme gedurende langere tijd
- Weinig energie hebben
- Geringe motorische expressie, onder andere een vlakke gezichtsuitdrukking
- Zich bovenmatig terugtrekken.

## Gevoeligheid
De symptomen van een psychose (vooral de hallucinaties of de wanen) zijn met name bekend bij schizofrenie en andere psychiatrische ziektebeelden zoals een bipolaire stoornis type I. Onder extreme omstandigheden, zoals oorlog of ernstige mishandeling, kunnen ook mensen zonder psychiatrische ziektegeschiedenis psychotisch worden.
Toch worden mensen zelfs onder sterk belastende omstandigheden meestal niet psychotisch, wel krijgen velen last van dissociatie en angstaanvallen. Slechts een kleine groep mensen krijgt bij relatief geringe externe factoren zoals het verlies van een baan, bij echtscheiding, verhuizing of vakantie een psychose. Waarschijnlijk heeft dit met aanleg te maken: een te weinig of te veel voorkomen van bepaalde stoffen in de hersenen. Deze combinatie van aanleg en externe factoren wordt weergegeven in het kwetsbaarheid-stressmodel.
Soms worden psychoses, zoals de kraambedpsychose, veroorzaakt door grote hormonale schommelingen. Ook extreem slaaptekort en drugsgebruik kunnen tot een psychose leiden. Bij alcoholvergiftiging staan de psychotische verschijnselen bekend als delirium. Een psychose kan ook een reactie zijn op een ernstige depressie of burn-out.
De laatste jaren zijn de risico's van cannabisgebruik voor het uitlokken van een psychose steeds duidelijker geworden. Cannabis met een hogere THC-concentratie, met name skunk, blijkt nog veel meer psychose-uitlokkend te zijn.

## Beschrijving
Soms duurt de aanloop naar een psychose enige weken tot maanden, maar het toestandsbeeld kan zich ook heel snel ontwikkelen.
Het verschijnsel is enigszins te vergelijken met iemands gemoedstoestand na het horen van een ernstig bericht, bijvoorbeeld bij het overlijden van een dierbare of een ernstig auto-ongeluk, waarna men enige tijd 'van de wereld' is. De directe omgeving wordt voor enige tijd totaal anders ervaren. Een psychose heeft ook invloed op de cognitie waardoor een psychotisch iemand bijvoorbeeld niet meer in staat kan zijn een boek te lezen. 
Ieder mens ervaart de wereld subjectief, maar heeft normaal gesproken het rationele deel van de hersenen om zaken te relativeren en in context te plaatsen. Tijdens een psychose wordt de waarneming van de buitenwereld helemaal bepaald door de gemoedstoestand en niet meer gerelativeerd door de ratio. Men staat in feite los van de realiteit terwijl tegelijkertijd het verschil tussen binnen- en buitenwereld lijkt opgeheven. Typische voorbeelden van een psychose zijn bijvoorbeeld de opvatting van de patiënt dat personen op de televisie tegen hem persoonlijk spreken, dat reclames een speciale boodschap aan hem laten zien of dat de buren hem steeds in de gaten houden.
Soms is de situatie niet zo duidelijk en verandert een burn-out of depressie geleidelijk in een psychose. Het is dan een glijdende schaal met vele gradaties, een grijs gebied tussen gevoelens van vervreemding en de totale psychose waarbij men een werkelijkheid ervaart die er niet is.
Sommige mensen weten van zichzelf niet dat ze een psychose hebben of hebben gehad, terwijl anderen zelfs tijdens de psychose weten dat hun perceptie van de werkelijkheid niet kan kloppen, en zichzelf daarom aanmelden voor behandeling.

## Vroege detectie
Het is vooral bij jonge mensen van belang dat psychotische verschijnselen tijdig worden vastgesteld. Hoe sneller hulp kan worden geboden, des te kleiner is de kans op het blijvend worden van de gesteldheid. Uitkomsten van wetenschappelijk onderzoek onderstrepen het belang van snelle herkenning en behandeling van psychoses. Er zijn daartoe speciale projecten opgezet. In Vlaanderen heten deze VDIP (Vroege Detectie en Interventie bij Psychiatrische (Psychose) Stoornissen). Soms wordt gewerkt met een checklist waarmee familieleden of betrokkenen kunnen nagaan of er mogelijk sprake is van psychose.

## Behandeling
Psychosen worden doorgaans behandeld met antipsychotica die sommige neurotransmitters in de hersenen beïnvloeden. Ze staan bekend om de hinderlijke bijwerkingen die de motoriek storen, energie wegnemen, emoties afvlakken en initiatief wegnemen. Gebrek aan therapietrouw kan daardoor vaak een probleem zijn bij de behandeling van een psychose. De nieuwste middelen zouden minder van deze bijverschijnselen vertonen.
Antipsychotica moeten door mensen met een bipolaire of schizofrene stoornis vaak levenslang geslikt worden, ook als men geen psychoseverschijnselen meer ervaart. Veel mensen kunnen na een primaire  behandeling wel toe met een lage onderhoudsdosis antipsychotica, sommigen zelfs zonder.
Sommige patiënten zijn van mening dat hem of haar niets mankeert, ze denken dat het de rest van de wereld is die raar doet. Als de medicatie gestopt wordt komt de psychose vaak terug, en meestal heviger. Daarentegen voelen anderen juist de psychose lang van tevoren aankomen. Zij hebben al eerder een psychose gehad en herkennen de symptomen. Een volgende psychose kan dan dikwijls voorkomen worden door langdurig een lage dosering antipsychoticum te nemen.
De naaste omgeving van mensen met aanleg voor psychose kan soms een terugval (herval) uitlokken door te veel kritiek, onbegrip of andere emotionele betrokkenheid te uiten. In psychiatrisch jargon noemt men dit te hoge expressed emotion. Letten op een neutralere houding (lage expressed emotion) kan terugval helpen voorkomen.
Mensen met een psychose kunnen soms een gevaar vormen voor zichzelf of anderen. Al dan niet gedwongen opname in een psychiatrisch ziekenhuis kan dan noodzakelijk blijken. Tijdelijke gedwongen afzondering in een speciaal daartoe ingerichte ruimte, separatiekamer of isoleercel genoemd, op een gesloten afdeling van een kliniek kan in ernstige gevallen deel uitmaken van het zorgplan. Een dergelijke benadering kenmerkt zich door het vrijheidsbeperkende karakter en het dwingende ervan. Hiervoor is toestemming van burgemeester en/of rechter vereist.

## Psychotische stoornissen
In het psychiatrisch handboek DSM-IV worden de volgende psychotische stoornissen onderscheiden:
- Schizofrenie
- Schizofreniforme stoornis
- Schizoaffectieve stoornis
- Waanstoornis
- Acute psychotische stoornis
- Gedeelde psychotische stoornis
- Psychotische stoornis door een somatische aandoening
- Psychotische stoornis door middelengebruik
- Psychotische stoornis niet anderszins omschreven (restgroep)
- Manische psychose bij de bipolaire stoornis type I in zeer ernstige gevallen.

## Het begrip psychose
De Duitse arts en auteur Karl Friedrich Canstatt gebruikte de term psychose als eerste in 1841 in zijn Handbuch der Medizinischen Klinik, hij bedoelde er de psychologische gedragsveranderingen door hersenziekte mee aan te geven. Het begrip kreeg na 1845 bredere bekendheid toen de Oostenrijkse psychiater Ernst von Feuchtersleben het overnam als alternatief voor krankzinnigheid en manie.